# روسازو
روسازو أو روسازوس هي مدينة فينيقية، قرطاجية، ورومانية تقع بالقرب من رأس كوربلين، الجزائر. تقع أنقاضها بالقرب من مدينة أزفون.

## التسمية
كان رسز (بالفينيقية 𐤓𐤔𐤆) الاسم الفينيقي والبوني لكيب كوربلين وتعني " الرأس [الإنجليزية] القوي"  أو «رأس الحصن».  هلينت باسم (باليونانية: Rhousazoûs)  وسميت باللاتينية بشكل مختلف مثل Rusazus،  Rusazu،  Rusazis،  Ruseius،  و Rusadum.
بالنسبة إلى «الواحد القوي»، يقدم ليبينسكي [الإنجليزية] أن اسم أزفون نفسه قد يكون ذكرى أمازيغية لاسم موقع بونيي يكرم بعل زفون، والذي يُعد راعي التجارة البحرية. لكنه قد يكون مجرد سجع أيضًا، في انتظار اكتشاف مثل هذا النقش.

## التاريخ
تأسست روسازوس مستعمرةً على طول الطريق التجاري بين مضيق جبل طارق وفينيقيا. وهي تتألف من قلعة صغيرة جنوب كيب كوربيلين. سقطت في النهاية تحت سيطرة القرطاجيين، ربما خلال القرن السادس قبل الميلاد.
وتأسست مستعمرةً رومانيةً تحت حكم الإمبراطور أوغسطس. وكانت جزءًا من عملية موريطانيا القيصرية ابتداء من 44 بعد الميلاد.
في العصور القديمة المتأخرة، كانت جزءًا من المملكة الوندالية قبل الغزو البيزنطي لأفريقيا. وقد فتحتها الدولة الأموية في القرن السابع.

## أثار
يشتمل الموقع على مقبرة وأطلال الحمامات ومعابد وجسور العصر الروماني.

## دين
كانت المدينة الرومانية أسقفية مسيحية (باللاتينية: Dioecesis Rusaditana). تم احياؤها في القرن العشرين بِعَدّها كرسي لقبي روماني كاثوليكي.

### قائمة الأساقفة
- إيدينيو، الذي شارك في مجلس هنيرق4848 في قرطاج، وبعد ذلك طُرد.
- أغابيتو أوجوستو فيورنتيني (1902-1941)
- خوان تارسيو سينر (1942-1951)
- جوزيف هاورد هودجز (1952-1962)
- بافول ماريا هنيليكا (1964-2006)
- باسكال جان مارسيل وينتزر (2007-2012)
- جورج أبو خازن [الإنجليزية](2013 حتى الآن)

### فهرس
1. 1 2 3 4  Huss (2006).
2. ↑  المصطفى مولاي رشيد (2005). وجدة والجهة الشرقية. د.ن. ص. 29. مؤرشف من الأصل في 2022-03-05.
3. ↑  كتاب المرجع في تاريخ الأمة العربية. جامعة الدول العربية، المنظمة العربية للتربية والثقافة والعلوم. ج. 1. 2005. ص. 440. مؤرشف من الأصل في 2022-03-05.{{استشهاد بكتاب}}:  صيانة الاستشهاد: التاريخ والسنة (link)
4. 1 2  Lipiński (2004).
5. ↑  Ptol., الجغرافية, Book IV, Ch. ii, §9.
6. 1 2  بلينيوس الأكبر, التاريخ الطبيعي, Book V, §20. نسخة محفوظة 2023-06-19 على موقع واي باك مشين.
7. ↑  اللوحة البويتينغرية, 2.3.
8. ↑  خط السير الأنطونيوسي, 17.2.
9. ↑  كوزموغرافيا رافينا, 40.42.
10. 1 2  Morcelli (1816).
11. ↑  Pius Bonifacius Gams, Series episcoporum Ecclesiae Catholicae, (Leipzig, 1931), p. 468.

### المعلومات الكاملة للمراجع
- Huss، Werner (2006)، "Rusazus"، Brill's New Pauly Encyclopedia of the Ancient World، Leiden: Brill.

- Lipiński، Edward (2004)، Itineraria Phoenicia، Orientalia Lovaniensia Analecta, No. 127, Studia Phoenicia, Vol. XVIII، Leuven: Uitgeverij Peeters، ISBN:9789042913448، مؤرشف من الأصل في 2023-04-14
- Morcelli، Stephano Antonio (1816)، Africa Christiana، Brescia: Betton، ج.  I، مؤرشف من الأصل في 2022-04-27. (باللاتينية) .